# Einmal beißen bitte
Einmal beißen bitte (Once Bitten) ist eine US-amerikanische Horrorkomödie von Howard Storm aus dem Jahr 1985.

## Handlung
Der jungfräuliche High-School-Schüler Mark Kendall träumt davon, Sex mit seiner Freundin Robin Pierce zu haben. Pierce lehnt jedoch die körperliche Annäherung ab. Kendall besucht in der Begleitung seiner Freunde eine Bar, in der er eine ebenso verführerische wie vampirische Gräfin kennenlernt. Die Gräfin benötigt das Blut jungfräulicher Personen, um jung zu bleiben. Sie wird von einigen anderen Vampiren umgeben, die ihr helfen.
Kendall wird von der Gräfin in ihr Haus eingeladen und dort gebissen, woraufhin er unter Albträumen leidet. Pierce merkt, dass das Verhalten ihres Freundes sich verändert hat und stellt die Gräfin zur Rede. Die Vampirin verzichtet zum Schein auf Kendall, dann jedoch entführt sie ihn. Pierce und ihre Freunde befreien Kendall, der mit Pierce Sex hat, bevor die Gräfin ihn und seine Freundin findet. Die Gräfin verwandelt sich in eine alte Frau.

## Kritiken
Janet Maslin schrieb in der New York Times vom 15. November 1985, der Film beinhalte mehr visuelle Stilistik als Witz.
Das Lexikon des internationalen Films schrieb, der Film sei ein parodistischer Ulk auf Vampirfilme im Gewand handelsüblicher Teenagerkomödien. Die sexistischen Rollenmuster und die anzüglichen Dialoge würden seinen Unterhaltungswert mindern.

## Hintergrund
Der Film wurde in Los Angeles gedreht. Seine Produktionskosten betrugen schätzungsweise 3,2 Millionen US-Dollar. Der Film spielte in den Kinos der USA ca. 10 Millionen US-Dollar ein.
Aus deutschsprachiger Sicht bemerkenswert ist, dass für den Soundtrack drei Lieder von deutschen Künstlern verwendet wurden:
- The Picture – (co-)komponiert und gesungen von Hubert Kah, englische Version seines 1984er Liedes Wenn der Mond die Sonne berührt, produziert von Michael Cretu und Armand Volker.
- Angel 07 - (co-)komponiert und gesungen von Hubert Kah, englische Version seines 1984er Liedes Engel 07, mit einem Text von Timothy Touchton.
- Blue Night Shadow von Two of Us – (co-)komponiert von dem Bandmitglied Ulrich Herter und von ihm gemeinsam mit Hubert Kah produziert.